# Aplidiopsis atlanticus
Aplidiopsis atlanticus is een zakpijpensoort uit de familie van de Polyclinidae. De wetenschappelijke naam van de soort werd in 1975 voor het eerst geldig gepubliceerd door Françoise Monniot.